# Dyskonto weksla
Dyskonto weksla – zakup przez dyskontera weksla przed terminem jego płatności po cenie pomniejszonej o ustaloną kwotę (potocznie określanych mianem dyskonta). Jedną z metod ustalania owej kwoty jest dyskonto handlowe.
Jeżeli dyskonterem jest bank, to wysokość potrącanej kwoty zależy od:
- wysokości stosowanej przez bank stopy dyskontowej
- liczby dni liczonych od daty przyjęcia weksla do dyskonta do dnia jego płatności.
- wartości nominalnej weksla.

Wysokość stopy dyskontowej oferowanej przez bank będzie wynikiem oceny wiarygodności płatników wekslowych.
Dyskontowany weksel powinien:
- być podpisany przez minimum dwóch rzetelnych płatników;
- jako miejsce płatności powinien wskazywać oddział banku prowadzący rachunki dłużnika;
- posiadać bezwarunkowy akcept trasata obejmujący całą sumę wekslową, bez wzmianek w tekście lub ograniczających prawo przeniesienia własności weksla lub prawo zwrotnego poszukiwania wierzytelności.

W razie podjęcia przez bank decyzji o przyjęciu weksla do dyskonta podawcy zostaje udzielony kredyt dyskontowy.